# Робин Шулц
Робин Александер Шулц (28. април 1987) немачки је музичар, ди-џеј и музички продуцент. Издао је 3 студијска албума на којима се налази укупно 12 синглова који су у великом проценту доживели успех на светској музичкој сцени.

## Музичка каријера
Шулц је каријеру почео са обрадом песме Waves Мр Пробза која је достигла прво место на топ листама широм Европе. Обраду песме Prayer in C објавио је 6. јуна 2014. године. И ова песма је у скоро читавој Европи била популарна, укључујући Аустралију, Нови Зеланд, САД и Канаду. Песма Sun Goes Down је такође доживела велики успех.
На другом албуму Sugar, песма Headlights је била водећи сингл, али је највећи успех доживела песма Sugar објављена на Јутјубу 24. јула 2015. године.
Дана 15. јуна 2016. године, Шулц је објавио песму More Than A Friend, а 24. новембра издата је песма Shed a Light са новог албума названог Uncovered.
Шулц је наступао на Егзиту 2016. године.

## Дискографија
- Prayer (2014)
- Sugar (2015)
- Uncovered (2017)